# Katsuhiro Ōtomo
Pour les articles homonymes, voir Ōtomo.
Katsuhiro Ōtomo (大友 克洋, Ōtomo Katsuhiro) est un dessinateur de manga, scénariste et réalisateur de films d'animation japonais. Il est né le 14 avril 1954 dans la préfecture de Miyagi, au Japon. Il est notamment l'auteur d'Akira, de son adaptation en anime et de Steamboy.

## Biographie

### Des débuts classiques
Katsuhiro Ōtomo est très vite passionné par le monde de la bande dessinée et du cinéma ; afin de se lancer dans cet univers, il décide de quitter sa province pour gagner la capitale. En 1973, à dix-neuf ans, Ōtomo publie dans le magazine Action Comics sa première bande dessinée : une adaptation de Mateo Falcone de Prosper Mérimée, renommée Jūsei (A Gun Report).
Il collabore environ six ans avec Action Comics, y créant une soixantaine d'histoires courtes, dont l'une sera à l'origine de Memories. Le graphisme d'Ōtomo n'est alors pas encore bien établi, même s'il tend de plus en plus vers le photo-réalisme, tandis que le thème de ses récits s'oriente vers la violence ou le futur. Peu célèbre, il est pourtant suivi par un certain nombre d'amateurs qui apprécient ses histoires détachées du canon tezukien du manga.
Sa première histoire d'envergure est publiée en 1977. Intitulé Sayonara Nippon, ce manga raconte les aventures d'un karatéka japonais à New York. Fort de cette première approche, Ōtomo décide l'année suivante de récidiver avec Fireball, récit de science-fiction qui par de nombreux côtés préfigure Akira mais reste inachevé. La sortie de deux recueils de ses histoires courtes, Short Peace et Highway Star, l'incite à poursuivre dans la bande dessinée. Il produit d'autres séries dans les années 1970, parmi elles on retrouve notamment : Good Weather, Hansel et Gretel, Kibun wa mō sensō et Boogie Woogie Waltz. Mais ce n'est qu'au début des années 1980 qu'Ōtomo perce réellement.
Posant les fondations d'Akira, Dōmu (Rêves d'enfant), est un thriller tokyoïte qui marque les esprits par sa mise en page très cinématographique. Cette œuvre est d'ailleurs couronnée par le grand prix japonais de la science-fiction. Il fut pré-publié entre 1980 et 1981 dans le magazine Action Deluxe des éditions Futabasha, puis en volume relié chez le même éditeur en 1983. En 1991, Dōmu, traduit par Les Humanoïdes associés, est parmi les premiers mangas publiés en France.

### Akiraet le renouveau du manga

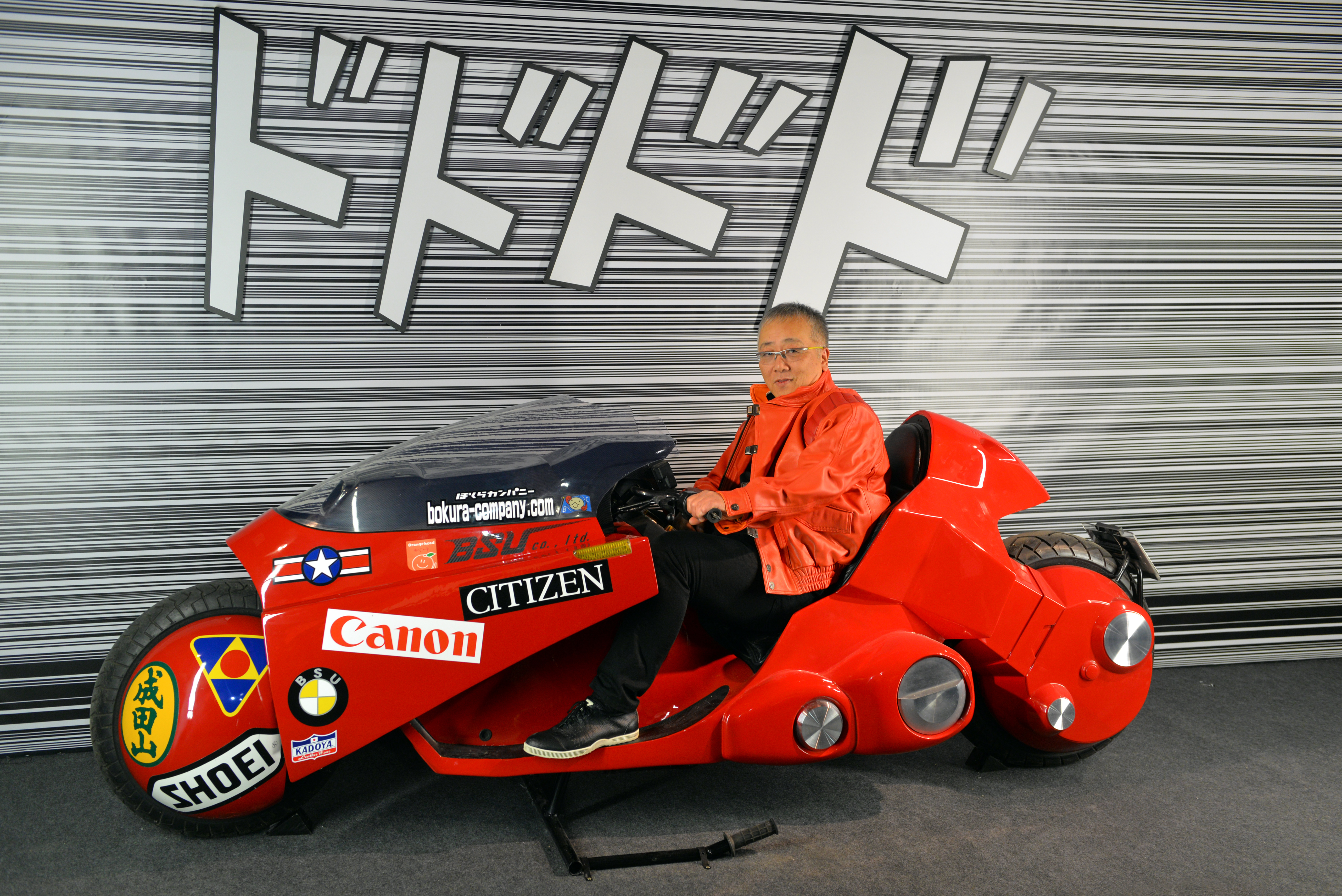
Katsuhiro Ōtomo chevauchant la moto de son personnage Kaneda du manga Akira, Festival international de la bande dessinée d'Angoulême 2016.

Akira commence à être publié dans Young Magazine en décembre 1982. Brassant avec talent des thèmes classiques de la science-fiction, comme la manipulation psychique, la contre-utopie, dans un univers post-apocalyptique parfaitement dressé, Ōtomo, désormais totalement débarrassé de l'héritage d'Osamu Tezuka qui marquait depuis les années 1950 la production japonaise de bande dessinée, « réinvente la bande dessinée à son propre compte ».
Le succès est immédiat : les volumes d'Akira, édité par Kōdansha s'écoulent chacun à au moins 700 000 exemplaires, et son éditeur lui décerne son prix du manga en 1984, catégorie Général (seinen). Ōtomo, devenu au Japon un « nouveau Dieu » suscitant de nombreux épigones, est remarqué dans le monde entier par les professionnels et la critique. En 1988 aux États-Unis et en 1990 en France, Epic Comics et Glénat traduisent Akira, à une époque où le manga était encore presque inconnu. C'est le début de l'explosion de la bande dessinée japonaise des années 1990 dans les mondes anglophones et francophones.
Pour soutenir le rythme de parution exigé par ses employeurs, Ōtomo décide de fonder son studio, MASH Room. C'est à partir de cet instant qu'il se mettra au travail de réalisateur.
D'après Patrick Gaumer, spécialiste de la bande dessinée, l'auteur est « l'un des créateurs japonais les plus connus en Occident. Il a su sortir le manga de son ghetto, l'imposer au sein des rédactions du monde entier ».

### Le travail dans le cinéma
Avant la création de son studio, Ōtomo avait déjà approché le monde de l'animation. En 1983, aux côtés d'autres stars du manga comme Akira Toriyama (Dragon Ball) et Rumiko Takahashi (Ranma ½) il dessine un personnage pour le film Crusher Joe de Yasuhiko Yoshikazu. Toutefois, c'est réellement avec Rintarō, sur Harmagedon, qu'Ōtomo se découvre une passion pour la réalisation. Il enchaîne d'abord des petits projets comme la supervision des OAV de Violence Jack, issus des mangas de Go Nagai (Goldorak).
Quelques années plus tard, en 1988, le réalisateur nippon se lance dans l'adaptation cinématographique d'Akira. Cette œuvre d'anticipation est considérée alors comme l'un des meilleurs films d'animation jamais sortis. Pour ce film, Katsuhiro Ōtomo s'entoure de plusieurs personnalités : Rintarō, Yoshiaki Kawajiri (Ninja Scroll), Kōji Morimoto (Magnetic Rose) et Kawamori (Macross Plus).
Si après Akira il ne dessine presque plus de bande dessinée, il n'abandonne pas le scénario : en 1991, il scénarise Rōjin Z et Mother Sarah, cette dernière série étant dessinée par Takumi Nagayasu. Ces deux travaux seront publiés par Shunkan Young Magazine (une publication de Kodansha) et Delcourt en 1996 pour la version française. En 1993, il conçoit Zed, une histoire indépendante coréalisée par Tai Okada ; la version française sortira chez Glénat cinq ans plus tard.
Après le film Akira, Ōtomo produit l'une des trois histoires du film à sketches Memories (cannon fodder). En 1997, il participe à Perfect Blue et Spriggan, aux côtés de Satoshi Kon et Kawasaki. En 2004 sort Steamboy, un projet qu'il mûrissait depuis une dizaine d'années.
Le 20 juillet 2013 sort Short Peace, un film composé d'une introduction et de quatre courts-métrages ; Ōtomo a réalisé le premier court-métrage, Combustible, et scénarisé le deuxième, Buki yo Saraba, « Un adieu aux armes », réalisé par Hajime Katoki.

## Œuvre
Liste complète : (ja) Œuvre de Katsuhiro Ōtomo (ja)

### Manga
- 1973 : Jūsei, pré-publié dans le magazine Manga Action
- 1979 : Short Piece
- 1979 : Highway Star
- 1979 : Fireball
- 1981 : Good Weather
- 1981 : Sayonara Nippon
- 1981 : Hansel and Gretel
- 1982 : Kibun wa mo senso
- 1982 : Boogie Woogie Waltz
- 1982-1990 : Akira (prépublication dans un magazine)
- 1983 : Dōmu
- 1987 : Coming Soon
- 1987 : See You Again
- 1991 : Zed, tiré de l'OAV Roujin Z (scénario, avec Amina Okada), 1 tome chez Glénat collection Kaméha
- 1995 : Akira Club (Artbook)
- 1996 : SOS Dai Tokyo Tankentai
- 2002 : Hipira-kun (scénario)

#### En France
- Akira (couleurs), Glénat, 31 fascicules, série incomplète, 1990-1992.
- Akira (couleurs), Glénat, 14 volumes, 1990-1996.
- Akira (noir et blanc), Glénat, 6 volumes, 1999-2000.
- Rêves d'enfant, Les Humanoïdes associés, 3 volumes, 1991-1992. Réédité en 1997, 2003 et 2008 en intégrale sous le titre Dōmu, Rêves d'enfant.
- Zed (scénario), avec Amina Okada (dessin), Glénat, coll. « Seinen », 1997.
- Mother Sarah (scénario), avec Takumi Nagayasu (dessin), Delcourt, coll. « Contrebande », 11 volumes, 1996-2004.
- Hipira (scénario), avec Shinji Kimura (dessin), Casterman, octobre 2007.

### Cinéma et télévision
- 1982 : Jiyu o warera ni (じゆうを我等に?)[5]
- 1983 : Harmagedon (幻魔大戦 ‒ハルマゲドン‒, Genma Taisen: Harumagedon) - Character design
- 1987 : Robot Carnival (ロボットカーニバル, Robotto Kānibaru)
- 1987 : Manie Manie - segment Stopper le travail !
- 1988 : Akira (アキラ)
- 1991 : World Apartment Horror (en) (ワールド・アパートメント・ホラー, Wārudo apātomento horā?)
- 1991 : Roujin Z (老人Z, Rōjin Zetto) - scénario
- 1995 : Memories - segment Cannon Fodder
- 1998 : Spriggan (スプリガン) - supervision du scénario
- 2001 : Metropolis (メトロポリス, Metoroporisu) - scénario
- 2004 : Steamboy (スチームボーイ, Suchīmubōi)
- 2006 : Mushishi (蟲師)
- 2013 : Short Peace (ショート・ピース, Shōto Pīsu) - segment Hi-no-Youjin (Combustible)
- 2013 : Freedom Project (série de 7 épisodes), Character design

## Distinctions

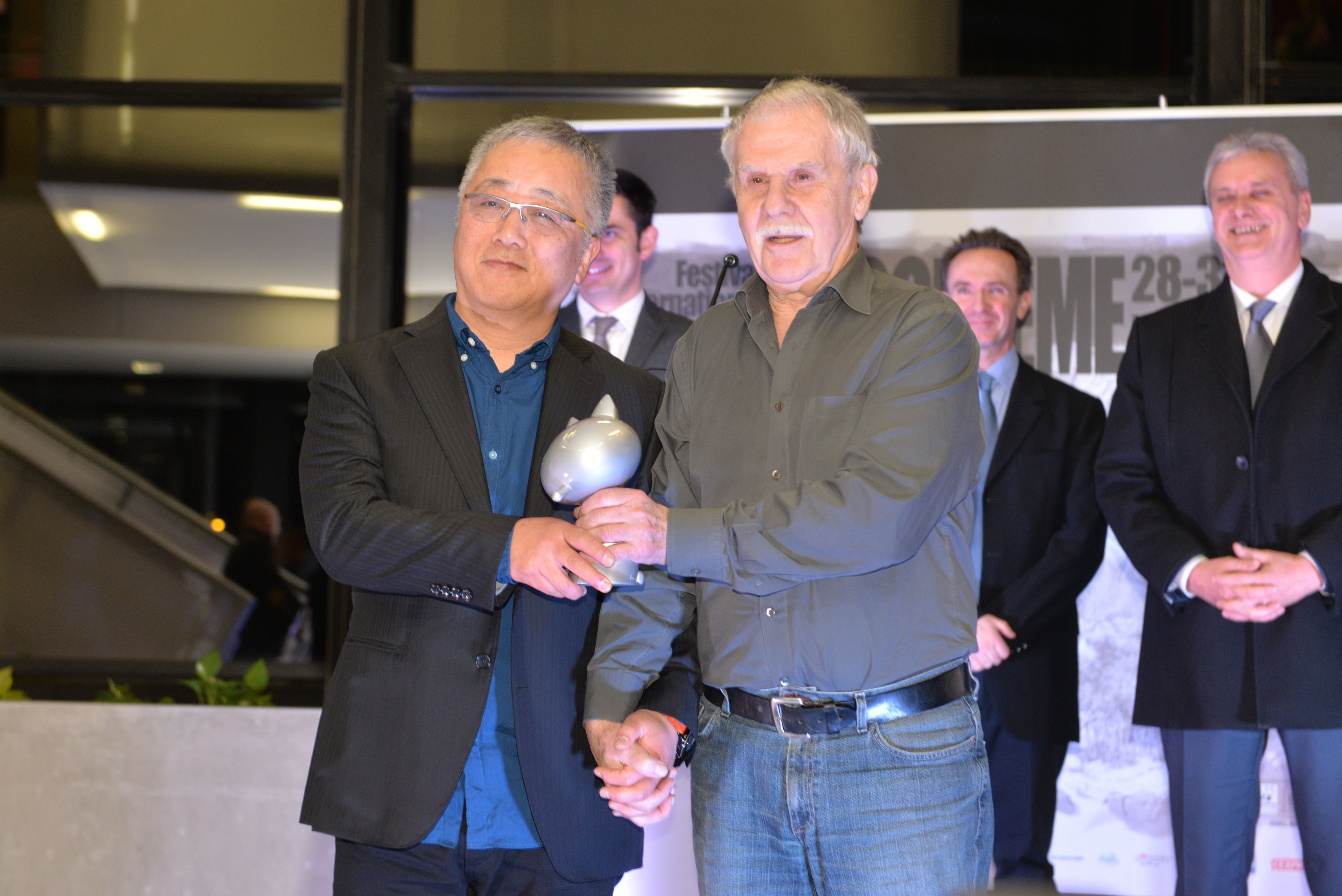
Hermann reçoit la statuette du Grand prix de la ville d'Angoulême des mains de son prédécesseur Katsuhiro Ōtomo lors du festival d'Angoulême 2016.

- 1981 : « Prix d'Excellence » de l'Association des auteurs de bande dessinée japonais pour Dômu et INRI
- 1983 : 4e Grand prix Nihon SF pour Dōmu
- 1984 : 15e Prix Seiun pour Dōmu (catégorie Manga)
- 1984 : 8e Prix du manga Kōdansha pour Akira
- 1990 : Prix Harvey de la meilleure réédition étrangère pour Akira
- 1992 : Prix Harvey de la meilleure édition américaine d'une œuvre étrangère pour Akira
- 1993 : Prix Harvey de la meilleure édition américaine d'une œuvre étrangère pour Akira
- 1996 : Prix Harvey de la meilleure édition américaine d'une œuvre étrangère pour Akira
- 2002 : Prix Eisner de la meilleure édition américaine d'une œuvre internationale pour Akira
- 2005 :  Chevalier de l'ordre des Arts et des Lettres (France)
- 2012 : Temple de la renommée Will Eisner
- 2013 :  Médaille au ruban pourpre de l'État japonais
- 2014 : Prix Winsor McCay aux 41e Annie Awards
- 2014 :  Officier de l'ordre des Arts et des Lettres (France)[6]
- 2015 : Grand prix de la ville d'Angoulême au Festival d'Angoulême 2015[7]